# Prix Infosys
Le prix Infosys est une récompense annuelle décernée aux scientifiques, chercheurs, ingénieurs et spécialistes des sciences sociales d'origine indienne (pas nécessairement nés en Inde) par l'Infosys Science Foundation une société indienne prestataire de services en informatique, qui a été créée en 1981. Sa dotation monétaire est parmi les plus élevées en Inde pour récompenser la recherche. Le prix pour chaque catégorie comprend une médaille en or, un certificat de citation et un prix de 100 000 $ US (ou son équivalent en roupies indiennes), libre d'impôt. Les lauréats sont sélectionnés par les jurys de leurs disciplines respectives.
En 2008, le prix est décerné conjointement par l'Infosys Science Foundation et le National Institute of Advanced Studies (en) conçu par Jehangir Ratanji Dadabhoy Tata, pour les mathématiques. L'année suivante, trois catégories supplémentaires sont ajoutées : Sciences de la vie, Sciences physiques et Sciences sociales. La catégorie Ingénierie et informatique est ajoutée en 2010. En 2012, une sixième catégorie, Humanités, est ajoutée. En 2024, les catégories Humanités et Sciences Humaines sont regroupées, et une catégorie Économie est ajoutée.

## Lauréats et lauréates en ingénierie et informatique
Le prix Infosys en ingénierie et informatique est décerné chaque année depuis 2010.
| Année | Lauréat(e)s                              | Établissement(s)                                                         | Citation |
| ----- | ---------------------------------------- | ------------------------------------------------------------------------ | --- |
| 2010  | Ashutosh Sharma (chemical engineer) (en) | Institut indien de technologie de Kanpur                                 | Décerné « en reconnaissance de ses contributions fondamentales aux domaines des surfaces et des interfaces, de l'adhérence, de la formation de motifs, des nanocomposites, de la science des matériaux et de l'hydrodynamique, qui ont des applications pratiques dans des domaines tels que le stockage d'énergie, la filtration, les systèmes micro-électro-mécaniques (MEMS ) et optoélectronique ».                                                                                    |
| 2011  | Kalyanmoy Deb (en)                       | Institut indien de technologie de Kanpur                                 | Décerné « pour ses travaux dans les domaines de l'optimisation multi-objectifs évolutive et des algorithmes génétiques ». |
| 2012  | Ashish Kishore Lele (en)                 | Laboratoire national de chimie                                           | Décerné « pour ses contributions incisives à l'adaptation moléculaire de gels polymères intelligents réactifs aux stimuli ; explorer le comportement anormal de fluides rhéologiquement complexes et pour avoir construit le pont entre la dynamique macromoléculaire et le traitement des polymères ». |
| 2013  | V. Ramgopal Rao (en)                     | Institut indien de technologie de Bombay                                 | Décerné « pour ses contributions de grande envergure à l'électronique à l'échelle nanométrique, pour avoir intégré la chimie à la mécanique et à l'électronique afin d'inventer de nouveaux dispositifs fonctionnels, et pour son innovation et son esprit d'entreprise dans la création de technologies et de produits à valeur sociétale ». |
| 2014  | Jayant Haritsa (en)                      | Institut indien des sciences                                             | Décerné « pour être un pionnier dans la conception et l'optimisation des moteurs de base de données qui constituent le cœur des systèmes d'information des entreprises modernes. Ses nombreuses contributions ont trouvé une utilisation directe dans divers types de bases de données, notamment des bases de données d'aide à la décision, biologiques et multilingues, ainsi que des outils logiciels produits pour l'optimisation des requêtes et le traitement des métadonnées ».     |
| 2015  | Umesh Waghmare (en)                      | Centre Jawaharlal Nehru pour la recherche scientifique avancée (en)      | Décerné « pour son utilisation innovante des théories et de la modélisation des premiers principes dans des enquêtes approfondies sur les mécanismes microscopiques responsables des propriétés spécifiques de matériaux spécifiques tels que les isolants topologiques, les ferroélectriques, les multiferroïques et les matériaux bidimensionnels comme le graphène ». |
| 2016  | Viswanathan Kumaran (en)                 | Institut indien des sciences                                             | Décerné « pour ses travaux fondateurs sur les fluides complexes et les écoulements complexes et en particulier sur la transition et la turbulence dans les tubes et canaux à parois souples ». |
| 2017  | Sanghamitra Bandyopadhyay (en)           | Institut indien de statistiques                                          | Décerné « pour son dossier scientifique en optimisation algorithmique et pour son impact significatif sur l'analyse des données biologiques. Ses découvertes incluent un marqueur génétique du cancer du sein, la détermination de la cooccurrence du VIH et des cancers et le rôle de la substance blanche dans la maladie d'Alzheimer ». |
| 2018  | Navakanta Bhat                           | Indian Institute of Science, Bangalore                                   | Décerné « pour son travail sur la conception de nouveaux biocapteurs basés sur ses recherches en biochimie et en capteurs gazeux qui repoussent les limites de performance des capteurs à oxyde métallique existants. Le prix récompense ses efforts pour construire une infrastructure de pointe pour la recherche et la formation des talents dans les systèmes à l'échelle nanométrique et pour développer des technologies pour les applications spatiales et de sécurité nationale ». |
| 2019  | Sunita Sarawagi (en)                     | Institut indien de technologie, Bombay                                   | Décerné « pour ses recherches sur les bases de données, l'exploration de données, l'apprentissage automatique et le traitement du langage naturel, ainsi que pour les applications importantes de ces techniques de recherche ». |
| 2020  | Hari Balakrishnan (en)                   | Massachusetts Institute of Technology                                    | Décerné « pour ses larges contributions aux réseaux informatiques, ses travaux fondateurs sur les systèmes mobiles et sans fil ». |
| 2021  | E. Chandrasekharan Nair (en)             | Molbio Diagnostics, Bengaluru                                            | Décerné « pour le développement et la commercialisation à grande échelle de Truenat, une nouvelle plateforme de test pour les diagnostics médicaux basés sur la PCR. Les travaux du Dr Nair ont permis de tester des millions de cas de COVID-19 dans des contextes où les ressources sont limitées en Inde et de diagnostiquer de multiples maladies infectieuses, dont la tuberculose, dans le monde entier ».                                                                           |
| 2022  | Suman Chakraborty (en)                   | Indian Institute of Technology, Kharagpur                                | pour son travail de pionnier dans l'élucidation de l'interaction entre la mécanique des fluides, les phénomènes interfaciaux et l'électromécanique à l'échelle micro et nanométrique. Grâce à cette compréhension, il a contribué à faire progresser les soins de santé dans des environnements aux ressources limitées en inventant de nouveaux dispositifs médicaux à faible coût pour la détection, le diagnostic et la thérapeutique.                                                  |
| 2023  | Sachchida Nand Tripathi                  | IIT-Kanpur                                                               | pour le déploiement d'un réseau de capteurs de qualité de l'air à grande échelle et d'un laboratoire mobile pour les mesures hyperlocales de la pollution, la génération et l'analyse de données à l'aide de l'intelligence artificielle et de l'apprentissage automatique pour une gestion efficace de la qualité de l'air et la sensibilisation des citoyens. |
| 2024  | Shyam Gollakota                          | Allen School of Computer Science & Engineering, Université de Washington | pour l'impact de ses travaux couvrant plusieurs domaines de l'ingénierie dans des domaines sociétaux tels que les outils de soins de santé abordables basés sur les téléphones intelligents pour des pays à revenus faibles et moyens, l'informatique et la communication sans batterie, et l'amélioration de la perception auditive humaine grâce à l'intelligence artificielle. |

## Lauréats et lauréates en humanités
Le prix Infosys en humanités est décerné chaque année depuis 2012. En 2024, il est fusionné avec les Sciences sociales.
| Année | Lauréat(e)s                | Établissement(s)                                               | Citation |
| ----- | -------------------------- | -------------------------------------------------------------- | --- |
| 2012  | Sanjay Subrahmanyam        | Université de Californie, Los Angeles                          | Décerné « pour sa contribution novatrice à l'histoire. Il est un éminent spécialiste de l'histoire de l'Asie du Sud de l'époque moderne (1500-1800). Il a été capable de développer un nouveau genre d'« histoire connectée », impliquant des personnes, des produits et des processus sociaux et politiques s'étendant de Melaka à l'Est au Portugal à l'Ouest ».                                            |
| 2012  | Amit Chaudhuri             | Université d'East Anglia                                       | Récompensé « pour ses écrits imaginatifs et éclairants en critique littéraire, qui reflètent une sensibilité littéraire complexe et une grande maîtrise théorique, ainsi qu'un sens aigu du détail. Le prix Infosys reconnaît et célèbre la portée intellectuelle et l'humanité tranquille dans ses écrits extraordinaires ».                                                                                 |
| 2013  | Nayanjot Lahiri (en)       | Université de Delhi                                            | Décerné « pour sa contribution exceptionnelle à l'intégration des connaissances archéologiques avec la compréhension historique de l'Inde depuis les temps les plus reculés. Elle est une érudite exceptionnelle de la proto-histoire et de l'Inde ancienne. Son vaste travail sur le passé et le présent éclaire de nombreux aspects qui incluent la société indienne contemporaine ».                       |
| 2013  | Ayesha Kidwai (en)         | Université Jawaharlal Nehru                                    | Décerné « pour sa contribution exceptionnelle au domaine de la linguistique théorique. Ses recherches sur les relations syntaxiques en hindi-ourdou ont lié des débats plus larges en linguistique à l'étude des langues indiennes et ont élargi notre compréhension de la diversité linguistique de l'Inde ».                                                                                                |
| 2014  | Shamnad Basheer (en)       | Increasing Diversity by Increasing Access (en)et SpicyIP (en)  | Décerné « pour ses contributions exceptionnelles à un large éventail de questions juridiques et de formation juridique. Il l'a fait avec une impartialité remarquable en évaluant des positions opposées prises sur des domaines fondamentalement controversés, tels que les lois sur la propriété intellectuelle ».                                                                                          |
| 2015  | Jonardon Ganeri (en)       | Université de New York                                         | Décerné « pour son érudition exceptionnelle et son originalité dans l'interprétation et l'examen minutieux de la philosophie indienne analytique. Il a mis en lumière le terrain commun ainsi que la dichotomie entre les traditions indiennes et grecques du raisonnement philosophique, éclairant ainsi les deux ».                                                                                         |
| 2016  | Sunil Amrith (en)          | Université Harvard                                             | Décerné « pour ses contributions exceptionnelles à l'histoire de la migration, de l'environnement et de la santé publique internationale, et en reconnaissance de ses recherches novatrices sur le passé interdépendant de l'Asie contemporaine ». |
| 2017  | Ananya Jahanara Kabir (en) | King's College de Londres                                      | Décerné « pour ses explorations très originales des éléments historiques de longue date - conceptuels, sociaux et culturels - de la modernité coloniale, et pour son ethnographie subtile et perspicace de la vie culturelle et politique au Cachemire ». |
| 2018  | Kavita Singh               | Université Jawaharlal Nehru                                    | Décerné « pour son étude extraordinairement éclairante de l'art moghol, rajput et du Deccan, ainsi que pour ses écrits perspicaces sur la fonction et le rôle historiques des musées et leur importance dans le monde social de plus en plus chargé et conflictuel dans lequel la culture visuelle existe aujourd'hui ».                                                                                      |
| 2019  | Manu V. Devadevan (en)     | Institut indien de technologie, Mandi                          | Décerné « pour son travail très original et de grande envergure sur l'Inde du Sud pré-moderne ». |
| 2020  | Prachi Deshpande (en)      | Centre for Studies in Social Sciences, Calcutta (en)           | Décerné « pour son traitement extraordinairement nuancé et hautement sophistiqué de l'historiographie sud-asiatique ». |
| 2021  | Ângela Barreto Xavier      | Institute of Social Sciences, Université de Lisbonne, Portugal | Décerné « pour son analyse approfondie et sophistiquée de la conversion et de la violence dans l'empire portugais en Inde, notamment à Goa. Ses nombreux écrits en anglais et en portugais ont montré que Xavier est une voix importante et originale sur l'histoire coloniale et impériale ». |
| 2022  | Sudhir Krishnaswamy        | National Law School of India University, Bengaluru             | pour sa compréhension perspicace de la Constitution indienne, en particulier son compte rendu soigneusement argumenté de l'importance de l'historique "basic structure doctrine" adoptée par la Cour suprême en 1973, qui guide et limite les diverses tentatives de modification de la Constitution, tout en assurant sa stabilité face aux résultats exécutifs et législatifs de la vie politique indienne. |
| 2023  | Jahnavi Phalkey            | Science Gallery Bengaluru                                      | pour sa vision brillante et détaillée de l'histoire individuelle, institutionnelle et matérielle de la recherche scientifique dans l'Inde moderne. Les travaux de M. Phalkey ont mis en évidence la nécessité de considérer l'histoire des sciences comme une histoire du pouvoir, de la pratique et de l'État-nation, et non comme une histoire des idées scientifiques.                                     |

## Lauréats et lauréates en sciences de la vie
Le prix Infosys en sciences de la vie est décerné chaque année depuis 2009.
| Année | Lauréat(e)s                 | Établissement(s)                                                    | Citation |
| ----- | --------------------------- | ------------------------------------------------------------------- | --- |
| 2009  | K. VijayRaghavan (en)       | National Centre for Biological Sciences                             | Décerné « pour ses nombreuses contributions en tant que généticien du développement et neurobiologiste ». |
| 2010  | Chetan Eknath Chitnis (en)  | International Centre for Genetic Engineering and Biotechnology (en) | Décerné « pour son travail de pionnier dans la compréhension des interactions du parasite du paludisme et de son hôte, menant au développement d'un vaccin antipaludique viable ». |
| 2011  | Imran Siddiqi (en)          | Centre de biologie cellulaire et moléculaire d'Hyderabad            | Décerné « pour ses contributions révolutionnaires à la compréhension de base de la formation de graines clonales dans les plantes qui peuvent être appliquées pour révolutionner l'agriculture, en particulier dans le monde en développement ». |
| 2012  | Satyajit Mayor (en)         | National Centre for Biological Sciences                             | Décerné « pour de nouvelles connaissances sur l'organisation de la surface cellulaire régulée et la dynamique membranaire, nécessaires pour comprendre l'auto-organisation et le trafic des molécules membranaires dans les cellules vivantes, et dans la signalisation entre les cellules ». |
| 2013  | Rajesh Sudhir Gokhale (en)  | Institute of Genomics and Integrative Biology (en)                  | Décerné « pour ses travaux dans le domaine du métabolisme des lipides chez M. tuberculosis. Il a découvert les acyles gras AMP ligases dans le bacille tuberculeux, leur rôle dans la génération des composants lipidiques de sa paroi cellulaire et de leur existence dans d'autres organismes, où ils jouent un rôle dans la biosynthèse de molécules complexes ». |
| 2014  | Shubha Tole (en)            | Institut de recherche fondamentale Tata                             | Décerné « pour ses contributions significatives à notre compréhension de la formation de la structure et des circuits du cerveau dans l'embryon. Ses recherches découvrent des mécanismes génétiques communs qui contrôlent le développement de l'hippocampe, du cortex et de l'amygdale ». |
| 2015  | Amit Prakash Sharma (en)    | International Centre for Genetic Engineering and Biotechnology (en) | Décerné « pour ses contributions pionnières au déchiffrement de la structure moléculaire, au niveau atomique, des protéines clés impliquées dans la biologie de la pathogenèse du parasite du paludisme ». |
| 2016  | Gagandeep Kang (en)         | Translational Health Science and Technology Institute (en)          | Décerné « pour ses contributions pionnières à la compréhension de l'histoire naturelle du rotavirus et d'autres maladies infectieuses importantes à la fois dans le monde et en Inde. Ses découvertes ont d'énormes implications pour les vaccins et d'autres mesures de santé publique pour contrecarrer ces infections ». |
| 2017  | Upinder Singh Bhalla (en)   | National Centre for Biological Sciences                             | Décerné « pour ses contributions pionnières à la compréhension de la machinerie informatique du cerveau. Ses recherches ont révélé des calculs neuronaux essentiels qui sous-tendent la capacité d'acquérir, d'intégrer et de stocker des informations sensorielles complexes, et d'utiliser ces informations pour la décision et l'action ». |
| 2018  | Roop Mallik (en)            | Institut de recherche fondamentale Tata                             | Décerné « pour son travail de pionnier sur les protéines motrices moléculaires, qui sont cruciales pour le fonctionnement des cellules vivantes. Mallik a identifié et mesuré les forces nécessaires pour transporter les grosses particules à l'intérieur des cellules, et a démontré leur rôle dans des processus fondamentaux tels que le ciblage des agents pathogènes pour leur destruction et le déplacement des gouttelettes lipidiques pour la régulation des acides gras dans le foie ». |
| 2019  | Manjula Reddy               | Centre de biologie cellulaire et moléculaire d'Hyderabad            | Décerné « pour ses découvertes révolutionnaires concernant la structure des parois cellulaires des bactéries ». |
| 2020  | Rajan Sankaranarayanan (en) | Centre de biologie cellulaire et moléculaire d'Hyderabad            | Décerné « pour des contributions fondamentales à la compréhension de l'un des mécanismes les plus fondamentaux de la biologie, la traduction sans erreur du code génétique pour fabriquer des molécules de protéines ». |
| 2021  | Mahesh Sankaran             | National Centre for Biological Sciences (en)                        | Décerné « en reconnaissance de son travail de pionnier sur l'écologie des écosystèmes de savane tropicale, de ses contributions à la mise en évidence de la biodiversité d'importants écosystèmes indiens tels que les Ghâts occidentaux, et de sa contribution aux rapports internationaux sur le changement climatique et la biodiversité qui ont fourni des preuves scientifiques aux décideurs politiques ».                                                                                  |
| 2022  | Vidita Vaidya               | Tata Institute of Fundamental Research, Mumbai                      | pour ses contributions fondamentales à la compréhension des mécanismes cérébraux qui sous-tendent les troubles de l'humeur tels que l'anxiété et la dépression, notamment les signaux engagés par le neurotransmetteur sérotonine pour provoquer des changements persistants de comportement induits par le stress en début de vie et le rôle de la sérotonine dans la régulation de l'énergie dans les cellules du cerveau.                                                                      |
| 2023  | Arun Kumar Shukla (en)      | IIT-Kanpur                                                          | pour ses contributions exceptionnelles et de grande envergure au domaine de la biologie des récepteurs couplés aux protéines G (RCPG). Les recherches du professeur Shukla ont ouvert des voies jusqu'alors inexplorées pour la conception de thérapeutiques nouvelles et efficaces. |
| 2024  | Siddhesh Kamat              | Indian Institute of Science Education and Research, Pune            | pour ses découvertes concernant les lipides bioactifs et leurs récepteurs, ainsi que leurs voies métaboliques et de signalisation. Ses recherches, qui utilisent des méthodes avancées pour comprendre la fonction des lipides, un composant clé des cellules, ont des implications importantes pour la compréhension du rôle de ces molécules dans une série de fonctions cellulaires et de maladies humaines.                                                                                   |

## Lauréats et lauréates en sciences mathématiques
Le prix Infosys en sciences mathématiques est décerné chaque année depuis 2008.
| Année | Lauréat(e)s           | Établissement(s)                                            | Citation |
| ----- | --------------------- | ----------------------------------------------------------- | --- |
| 2008  | Manindra Agrawal      | Institut indien de technologie de Kanpur                    | Décerné « pour sa contribution exceptionnelle dans le domaine de la théorie de la complexité, une branche des mathématiques et de l'informatique concernée par l'étude d'algorithmes pour résoudre des problèmes mathématiques et scientifiques connexes, et en particulier leur efficacité et leur temps d'exécution ». |
| 2009  | Ashoke Sen            | Harish-Chandra Research Institute (en)                      | Décerné « pour ses contributions fondamentales à la physique mathématique, en particulier à la théorie des cordes ». |
| 2010  | Chandrashekhar Khare  | Université de Californie, Los Angeles                       | Décerné « pour ses contributions fondamentales à la théorie des nombres, en particulier sa solution de la conjecture de Serre ». |
| 2011  | Kannan Soundararajan  | Université Stanford                                         | Décerné « pour ses travaux novateurs en théorie analytique des nombres et le développement de nouvelles techniques pour étudier les valeurs critiques des fonctions zêta générales afin de prouver la conjecture d'ergodicité quantique unique pour les formes holomorphes classiques ». |
| 2012  | Manjul Bhargava       | Université de Princeton                                     | Décerné « pour son travail extraordinairement original en théorie algébrique des nombres. Son travail a révolutionné la façon dont divers objets arithmétiques fondamentaux, tels que les champs de nombres et les courbes elliptiques, sont compris ». |
| 2013  | Rahul Pandharipande   | ETH Zurich                                                  | Décerné « pour son travail approfondi en géométrie algébrique. En particulier, pour ses travaux sur la théorie de Gromov-Witten pour les surfaces de Riemann, pour avoir prédit la connexion entre les théories de Gromov-Witten et de Donaldson-Thomas, et pour ses travaux récents avec Aaron Pixton qui établissent cette connexion pour les 3-plis de Calabi-Yau ».                                                                             |
| 2014  | Madhu Sudan           | Massachusetts Institute of Technology et Microsoft Research | Décerné « pour ses contributions fondamentales à l'informatique théorique, en particulier dans les domaines des preuves probabilistes vérifiables (PCP) et des codes de correction d'erreurs ». |
| 2015  | Mahan Mj (en)         | Institut de recherche fondamentale Tata                     | Décerné « pour ses contributions exceptionnelles à la théorie géométrique des groupes, à la topologie à basse dimension et à la géométrie complexe. En particulier, pour avoir établi une conjecture centrale dans le programme de Thurston pour étudier les 3-variétés hyperboliques et introduire de nouveaux outils importants pour étudier les groupes fondamentaux de variétés complexes ».                                                    |
| 2016  | Akshay Venkatesh      | Université Stanford                                         | Décerné « pour ses contributions exceptionnellement vastes, fondamentales et créatives à la théorie moderne des nombres. Sa capacité unique à utiliser des techniques de grande envergure tirées de la théorie analytique des nombres, de la théorie ergodique, de la théorie de l'homotopie pour résoudre des problèmes concrets de la théorie des nombres et découvrir de nouveaux phénomènes atteste de l'unité essentielle des mathématiques ». |
| 2017  | Ritabrata Munshi (en) | Institut de recherche fondamentale Tata                     | Décerné « pour ses contributions exceptionnelles aux aspects analytiques de la théorie des nombres. Outre des contributions ingénieuses au problème diophantien, il a établi des estimations importantes connues sous le nom de limites de sous-convexité pour une grande classe de fonctions L avec des méthodes puissantes et originales ». |
| 2018  | Nalini Anantharaman   | Université de Strasbourg                                    | Décerné « pour l'utilisation efficace de l'entropie dans l'étude des limites semi-classiques des états propres dans les analogues quantiques de systèmes dynamiques chaotiques et pour ses travaux sur la délocalisation des fonctions propres sur de grands graphes réguliers ». |
| 2019  | Siddhartha Mishra     | ETH Zurich                                                  | Décerné « pour ses contributions exceptionnelles aux mathématiques appliquées, en particulier pour la conception de méthodes de calcul qui résolvent des équations aux dérivées partielles non linéaires apparaissant dans différents domaines, en analysant leur efficacité et en concevant des algorithmes pour les mettre en œuvre ». |
| 2020  | Sourav Chatterjee     | Université Stanford                                         | Décerné « pour ses travaux révolutionnaires en probabilité et en physique statistique ». |
| 2021  | Neeraj Kayal          | Microsoft Research India                                    | Décerné « pour ses contributions exceptionnelles à la complexité informatique. En particulier, le travail étendu et innovant sur le calcul algébrique qui inclut le développement de techniques de limites inférieures profondes prouvant les limitations de ce modèle naturel, ainsi que la conception d'algorithmes efficaces pour la reconstruction et l'équivalence de tels circuits algébriques ».                                             |
| 2022  | Mahesh Kakde (en)     | Indian Institute of Science, Bengaluru                      | pour ses contributions exceptionnelles à la théorie algébrique des nombres. Les travaux approfondis du professeur Kakde sur la conjecture principale non-commutative d'Iwasawa, ses travaux sur la conjecture Gross-Stark (avec Samit Dasgupta et Kevin Ventullo) et ses travaux sur la conjecture Brumer-Stark (avec Samit Dasgupta), résolvent des conjectures exceptionnelles au cœur de la théorie moderne des nombres.                         |
| 2023  | Bhargav Bhatt         | Institute for Advanced Study, université de Princetown      | pour ses contributions exceptionnelles et fondamentales à la géométrie arithmétique et à l'algèbre commutative. Les travaux du professeur Bhatt sur la cohomologie prismatique, menés conjointement avec le mathématicien allemand Peter Scholze, introduisent de nouvelles idées et des méthodes puissantes dans ce domaine au cœur des mathématiques pures.                                                                                       |
| 2024  | Neena Gupta           | Indian Statistical Institute, Kolkata                       | pour ses travaux sur le problème d'annulation de Zariski, un problème fondamental en géométrie algébrique posé en 1949 par Oscar Zariski. En 2014, elle a prouvé qu'une variété affine tridimensionnelle construite par Asanuma donne une réponse négative au problème d'annulation de Zariski en caractéristique positive. |

## Lauréats et lauréates en sciences physiques
Le prix Infosys en sciences physiques est décerné chaque année depuis 2009.
| Année | Lauréat(e)s                    | Établissement(s)                                                                               | Citation |
| ----- | ------------------------------ | ---------------------------------------------------------------------------------------------- | --- |
| 2009  | Thanu Padmanabhan              | Inter-University Centre for Astronomy and Astrophysics (en)                                    | Décerné « pour sa contribution à une meilleure compréhension de la théorie de la gravité d'Albert Einstein dans le contexte de la thermodynamique, et pour son travail sur la structure à grande échelle en cosmologie ». |
| 2010  | Sandip Trivedi (en)            | Institut de recherche fondamentale Tata                                                        | Décerné « pour avoir trouvé un moyen ingénieux de résoudre simultanément deux des énigmes les plus remarquables de la théorie des supercordes : quelle est l'origine de l'énergie noire de l'Univers ? Pourquoi n'y a-t-il pas de particule scalaire sans masse ? ». |
| 2011  | Sriram Ramaswamy (en)          | Institut indien des sciences                                                                   | Décerné « pour ses recherches sur divers aspects du comportement collectif des systèmes vivants allant des bactéries aux bancs de poissons dans l'océan ». |
| 2012  | Ayyappanpillai Ajayaghosh (en) | National Institute for Interdisciplinary Science and Technology (en)                           | Décerné « pour son développement pionnier de méthodes pour la construction de matériaux fonctionnels supramoléculaires, qui peuvent être utilisés comme composants dans des dispositifs électroniques organiques et dans la détection et l'imagerie optiques sélectives de substances puissantes ». |
| 2013  | Shiraz Minwalla (en)           | Institut d'études avancées et Institut de recherche fondamentale Tata                          | Décerné « pour ses contributions pionnières à l'étude de la théorie des cordes, de la théorie quantique des champs et de la gravité, et pour avoir découvert un lien profond entre les équations de la dynamique des fluides et des superfluides et les équations de la relativité générale d'Einstein ». |
| 2014  | Srivari Chandrasekhar          | Indian Institute of Chemical Technology (en)                                                   | Décerné « pour ses contributions diverses et notables en chimie organique synthétique avec un accent particulier sur la synthèse de molécules complexes à partir de sources naturelles. Il a conçu des approches innovantes et pratiques des produits pharmaceutiques d'intérêt actuel pour l'industrie ». |
| 2015  | G. Ravindra Kumar (en)         | Institut de recherche fondamentale Tata                                                        | Décerné « pour ses contributions expérimentales pionnières à la physique des interactions laser-matière à haute intensité. En particulier pour fournir, pour la première fois, des preuves sans équivoque de champs magnétiques turbulents et la découverte d'ondes acoustiques de fréquence térahertz, dans des plasmas denses chauds produits par laser. Ces résultats sont importants pour tester des scénarios stellaires et astrophysiques ».                              |
| 2016  | Anil Bhardwaj (en)             | Physical Research Laboratory (en)                                                              | Décerné « pour ses expériences sur les missions Chandrayaan-1 et Mars Orbiter qui ont révélé de nouvelles caractéristiques des interactions du vent solaire avec la surface lunaire et ont fourni des indices importants pour comprendre l'échappement thermique de l'atmosphère martienne. Il a également apporté des contributions très importantes dans la détection et la délimitation de la nature et de l'origine des rayons X planétaires ».                             |
| 2017  | Yamuna Krishnan (en)           | Université de Chicago                                                                          | Récompensée « pour son travail révolutionnaire dans le domaine émergent de l'architecture des éléments constitutifs de la vie, l'ADN. En manipulant avec succès l'ADN pour créer des nanomachines biocompatibles, elle a créé de nouvelles façons d'interroger des systèmes vivants, augmentant nos connaissances sur la fonction cellulaire et se rapprochant un peu plus de la réponse aux questions biomédicales non résolues ».                                             |
| 2018  | S. K. Satheesh (en)            | Institut indien des sciences                                                                   | Récompensé « pour ses travaux scientifiques pionniers dans le domaine du changement climatique. Ses études sur les aérosols de carbone noir, les particules microscopiques sombres absorbant la lumière dans l'air qui influencent grandement le bilan énergétique de l'atmosphère sur le sous-continent indien, ont permis de mieux comprendre le rôle de ces particules sur le changement climatique, les précipitations et la santé humaine dans le sous-continent indien ». |
| 2019  | Govindasamy Mugesh             | Institut indien des sciences                                                                   | Décerné « pour ses travaux fondateurs dans la synthèse chimique de petites molécules et de nanomatériaux pour des applications biomédicales ». |
| 2020  | Arindam Ghosh (en)             | Institut indien des sciences                                                                   | Décerné « pour son développement de semi-conducteurs bidimensionnels atomiquement minces afin de créer une nouvelle génération de dispositifs électroniques, thermoélectriques et optoélectroniques fonctionnels ». |
| 2021  | Bedangadas Mohanty (en)        | School of Physical Sciences, National Institute of Science Education and Research, Bhubaneswar | Décerné « pour l'étude de la force nucléaire. Au Brookhaven National Laboratory et à l'Organisation européenne pour la recherche nucléaire, il a déterminé la température de transition du plasma quark-gluon vers la matière hadronique, observé des noyaux lourds d'antimatière, observé les interactions entre le spin nucléaire et le moment angulaire orbital, ainsi que d'autres effets dans le plasma quark-gluon ».                                                     |
| 2022  | Nissim Kanekar                 | National Centre for Radio Astronomy, Pune                                                      | pour son étude des galaxies à une époque - la période dite "high noon" - où les étoiles se formaient à un rythme maximum. Par ailleurs, ses recherches astronomiques minutieuses ont permis de limiter au maximum les variations séculaires possibles de la constante de structure fine et du rapport de masse électron-proton. Les travaux du professeur Kanekar ont placé les capacités de l'Inde en matière de radioastronomie sur la carte du monde.                        |
| 2023  | Mukund Thattai                 | National Centre for Biological Sciences                                                        | en reconnaissance de ses contributions novatrices à la biologie cellulaire évolutive. Le professeur Thattai est un physicien qui étudie comment une organisation cellulaire complexe a émergé d'un désordre microscopique. Les travaux de M. Thattai pourraient avoir de profondes répercussions sur l'un des principaux mystères de la biologie, à savoir comment des cellules complexes sont apparues à partir de cellules primordiales.                                      |
| 2024  | Vedika Khemani                 | Université Stanford                                                                            | pour ses contributions novatrices et de grande envergure à la matière quantique théorique et expérimentale hors équilibre, notamment en découvrant les cristaux temporels. |

## Lauréats et lauréates en sciences sociales
Le prix Infosys en sciences sociales est décerné chaque année depuis 2009. En 2024, il est fusionné avec les Humanités.
| Année | Lauréat(e)s                | Institution(s)                                                                     | Citation |
| ----- | -------------------------- | ---------------------------------------------------------------------------------- | --- |
| 2009  | Abhijit Banerjee           | Massachusetts Institute of Technology                                              | Récompensé pour « pour ses contributions à la théorie économique du développement et pour son travail de pionnier dans l'évaluation empirique des politiques publiques ». |
| 2009  | Upinder Singh              | Université de Delhi                                                                | Récompensée « pour ses contributions en tant qu'historienne de l'histoire de l'Inde ancienne et du début du Moyen-Âge ». |
| 2010  | Nandini Sundar (en)        | Delhi School of Economics (en)                                                     | Décerné « en reconnaissance de ses contributions en tant qu'analyste exceptionnelle des identités sociales, notamment des tribus et des castes, et de la politique de la connaissance dans l'Inde moderne ». |
| 2010  | Amita Baviskar (en)        | IInstitute of Economic Growth (en)                                                 | Décerné « en reconnaissance de ses contributions en tant qu'analyste exceptionnelle des mouvements sociaux et environnementaux dans l'Inde moderne ». |
| 2011  | Raghuram Govind Rajan (en) | University of Chicago                                                              | Récompensé « pour son analyse de l'interaction complexe entre les institutions financières, les gouvernements et les populations ». |
| 2011  | Pratap Bhanu Mehta (en)    | Center for Policy Research                                                         | Récompensé « pour avoir élargi le débat public sur des questions sociales, politiques et économiques importantes, en apportant des perspectives hétérodoxes et en remettant constamment en question les orthodoxies régnantes ». |
| 2012  | Arunava Sen (en)           | Indian Statistical Institute                                                       | Récompensé « pour ses analyses de la théorie des jeux sur la conception de mécanismes permettant de mettre en œuvre des règles de choix social, lorsque les individus disposent d'informations et d'incitations diverses ». |
| 2013  | Aninhalli R. Vasavi        | Nehru Memorial Museum & Library (en)                                               | Récompensée « pour ses recherches pionnières qui couvrent un éventail remarquable dans quatre domaines principaux : la société agraire à l'intersection de l'économie, de la culture et de l'environnement ; l'éducation scolaire dans des contextes régionaux variés ; la mondialisation et son impact sur l'économie morale des occupations urbaines ; et les sciences sociales vues du point de vue des langues indiennes et des cultures régionales ».                |
| 2014  | Esther Duflo               | Massachusetts Institute of Technology                                              | Décerné « en reconnaissance de ses contributions pionnières et prodigieuses à l'économie du développement, avec des implications importantes pour les politiques relatives à la prestation de services aux pauvres ». |
| 2015  | Srinath Raghavan (en)      | Center for Policy Research                                                         | Décerné « pour une recherche exceptionnelle qui synthétise l'histoire militaire, la politique internationale et l'analyse stratégique dans des perspectives puissantes et imaginatives sur l'Inde dans le contexte mondial ». |
| 2016  | Kaivan Munshi              | University of Cambridge                                                            | Décerné « en reconnaissance de son analyse remarquablement approfondie du rôle multiforme des communautés, telles que les groupes ethniques et les castes, dans le processus de développement économique ». |
| 2017  | Lawrence Liang (en)        | Ambedkar University Delhi (en)                                                     | Récompensé « pour sa recherche créative sur le droit et la société. Sa prodigieuse production dans les domaines du droit d'auteur, des technologies et médias numériques et de la culture populaire soulève constamment des questions approfondies sur la nature de la liberté, des droits et du développement social. Ses réponses provocantes relient le contexte historique et la pratique éthique de manière inattendue et éclairante ».                              |
| 2018  | Sendhil Mullainathan       | Chicago Booth School of Business                                                   | Récompensé « pour ses travaux révolutionnaires en économie comportementale. Les recherches de Mullainathan ont eu un impact considérable sur divers domaines tels que le développement, les finances publiques, la gouvernance d'entreprise et la conception des politiques. Une partie importante de ces travaux est pertinente pour l'Inde. Il travaille actuellement sur les questions de big data et d'apprentissage automatique et leurs applications en économie ». |
| 2019  | Anand Pandian              | Johns Hopkins University                                                           | Récompensé « pour son travail brillamment imaginatif sur l'éthique, l'identité personnelle et le processus créatif ». |
| 2020  | Raj Chetty                 | Harvard University                                                                 | Récompensé « pour ses recherches pionnières sur l'identification des obstacles aux opportunités économiques et pour la mise au point de solutions visant à aider les personnes à sortir de la pauvreté et à améliorer leurs conditions de vie ». |
| 2021  | Pratiksha Baxi (en)        | Center for the Study of Law and Governance, Université Jawaharlal-Nehru, New Delhi | Récompensée «pour son travail de pionnière sur la violence sexuelle et la jurisprudence. L'extraordinaire recherche ethnographique et l'analyse méticuleuse de Mme Baxi révèlent comment la violence sexiste est reproduite par la pratique juridique. Son travail combine brillamment les études juridiques, la sociologie et l'anthropologie et a profondément influencé un champ d'investigation croissant sur la vie sociale du droit ».                              |
| 2022  | Rohini Pande               | Economic Growth Center, Yale University                                            | pour ses recherches exceptionnelles sur la gouvernance et la responsabilité, l'autonomisation des femmes, le rôle du crédit dans la vie des pauvres et l'environnement. Ses conclusions empiriques, fondées sur diverses méthodologies, sont très prometteuses et offrent un potentiel important pour la conception de politiques dans les économies émergentes, notamment en Inde.                                                                                       |
| 2023  | Karuna Mantena             | Université Columbia                                                                | pour ses recherches novatrices sur la théorie du régime impérial et l'affirmation selon laquelle cette idéologie impériale tardive est devenue l'un des facteurs importants de l'émergence de la théorie sociale moderne. Le livre de la professeure Mantena, Alibis of Empire, et les documents qui s'y rapportent sont des publications qui font date dans le domaine de la théorie politique et qui ont des répercussions sur l'ensemble des sciences sociales.        |

## Lauréats et lauréates en humanités et sciences sociales
Le prix Infosys en humanités et sciences sociales a été créé en 2024 à la suite de la fusion du prix pour les humanités et de celui pour les sciences humaines.
| Année | Lauréat(e)s    | Institution(s)         | Citation |
| ----- | -------------- | ---------------------- | --- |
| 2024  | Mahmood Kooria | Université d’Édimbourg | pour ses contributions exceptionnelles et déterminantes à l'étude de l'islam maritime dans une perspective mondiale, en particulier au Kerala à l'époque prémoderne et au début de l'ère moderne. Ses études pionnières ont révélé le rôle de la loi islamique dans l'élaboration des transformations économiques, politiques et culturelles sur le littoral de l'océan Indien. |

## Lauréats et lauréates en économie
Le prix Infosys en économie a été créé en 2024.
| Année | Lauréat(e)s           | Institution(s)      | Citation |
| ----- | --------------------- | ------------------- | --- |
| 2024  | Arun G. Chandrasekhar | Université Stanford | pour sa contribution à l'étude des réseaux sociaux et économiques s'appuyant sur des méthodes théoriques issues de l'apprentissage automatique et de l'informatique. Sa collecte et sa cartographie de données de réseaux, provenant de plusieurs villages du Karnataka, constituent un banc d'essai pour l'étude de questions importantes en matière d'économie du développement. |

## Controverses
Lawrence Liang, professeur de droit récompensé par le prix Infosys, a été reconnu coupable par une commission d'enquête interne de l'université d'avoir harcelé sexuellement un doctorant à plusieurs reprises,,,,. À la suite de cette conclusion, des militants, universitaires et groupes de défense des droits des femmes ont publié une déclaration publique sur les réseaux sociaux condamnant Liang et critiquant l'attribution du prix Infosys à Liang.